# 大连中山广场近代建筑群
大连中山广场近代建筑群位于中国辽宁省大连市中山区，围绕在一个直径为213米、向外辐射10条道路的圆形大型城市中心广场周围，建造时间多为1908年到1936年之间（日本关东州统治时期），绝大部分都属于代表日本势力的重要政治、经济机构，设计师也绝大部分是日本人。
第五批全国重点文物保护单位项目“大连中山广场近代建筑群”包含四座建筑：原大连民政署、原朝鲜银行大连支店、原大和旅舍、原东清轮船会社。其中，原东清轮船会社并不在中山广场。广场周边余下七座建筑中，英国驻大连领事馆已拆，大连人民文化俱乐部建于中华人民共和国时代，大清银行大连支店旧址、横滨正金银行大连支店旧址、大连市役所旧址、大连中央邮便局旧址、关东都督府邮便电信局旧址五座建筑被选入第九批辽宁省文物保护单位。

## 建築列表
| 地址         | 建成时间       | 原名                         | 目前使用单位             | 设计者                                     |
| ------------ | -------------- | ---------------------------- | ------------------------ | ------------------------------------------ |
| 中山广场1号  | 1920年12月     | 朝鲜银行大连支店             | 中国工商银行中山广场支行 | 中村與資平（中村建筑事务所）               |
| 中山广场2号  | 1908年3月25日  | 大连警察署                   | 辽阳银行大连分行         | 前田松韻（关东都督府民政部土木课）         |
| 中山广场3号  | 1914年         | 英国驻大连领事馆             | （已不存在）             | H.Ashead                                   |
| 中山广场4号  | 1914年4月      | 大和旅馆                     | 大连宾馆                 | 太田毅（推测）（南滿洲鐵道株式會社工务课） |
| 中山广场5号  | 1920年6月      | 大连市役所旧址               | 中国工商银行大连市分行   | 松室重光（关东都督府民政部土木课）         |
| 中山广场6号  | 1936年         | 东洋拓殖株式会社大连支店旧址 | 交通银行大连市分行       | 宗像主一建筑事务所                         |
| 中山广场7号  | 1910年6月      | 大清银行大连支店旧址         | 中信实业银行中山支行     | 中国                                       |
| 中山广场9号  | 1909年12月12日 | 横滨正金银行大连支店旧址     | 中国银行大连市分行       | 妻木赖黄、太田毅                           |
| 中山广场10号 | 1918年         | 关东都督府邮便电信局旧址     | 大连市邮政局             | 松室重光（关东都督府民政部土木课）         |

## 历史

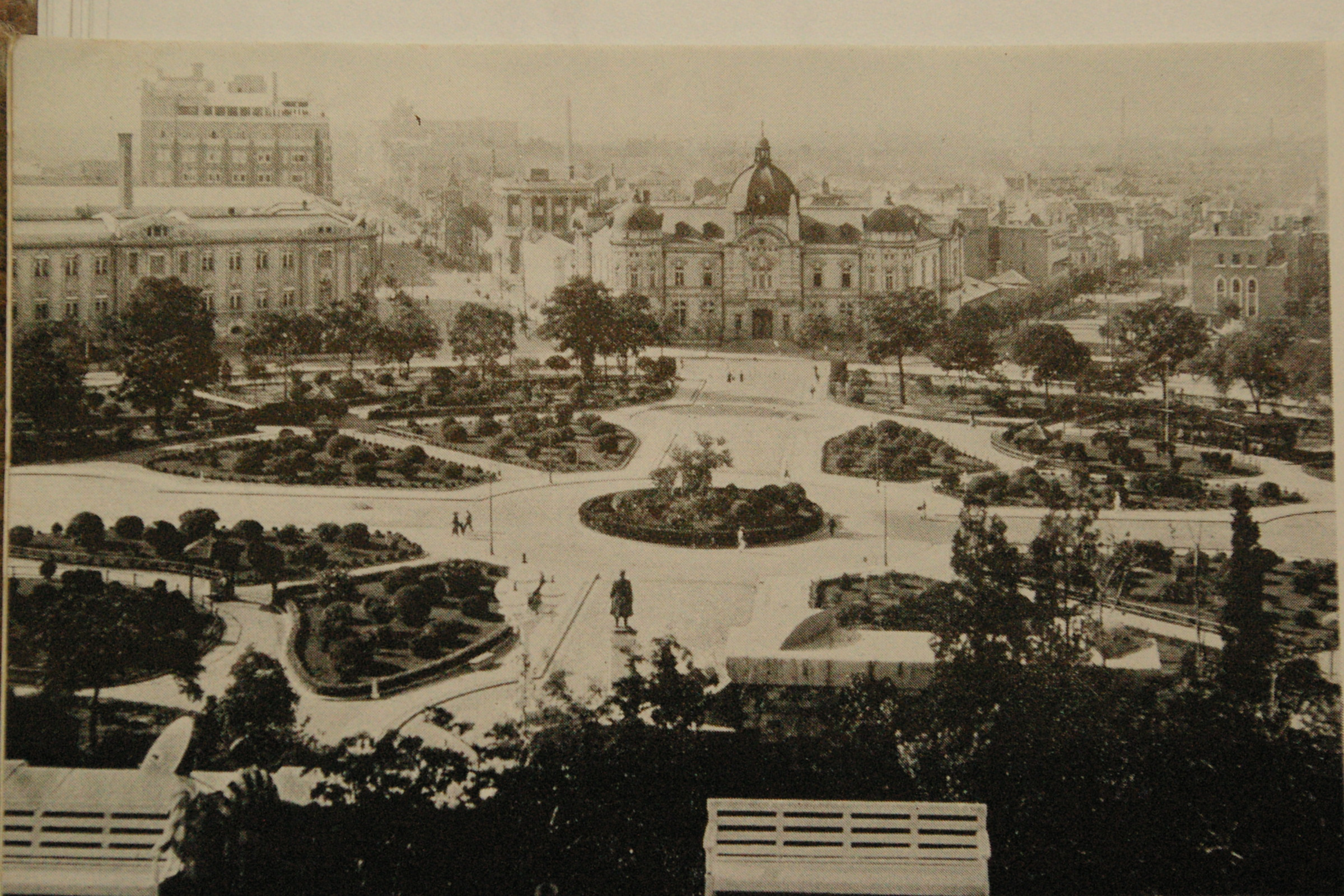
1940年左右的大连大广场

为了在西伯利亚铁路太平洋一端寻找一个不冻港，沙俄于1898年强租辽东半岛，次年建立新城市“达里尼”，仿照巴黎进行城市规划，在市中心围绕圆形广场设计放射状道路，广场周边设政府、邮局、银行等机构。然而，由于日俄战争，故只完成了广场以北的城市建设，其余地区未能动工。最终沙俄战败，规划未能实现。日本占领辽东后，在占领地设关东都督府，对已建成区域的道路建筑进行大规模改名行动，并继续扩建城市。直至二战结束、日本投降，中国收复辽东，绝大部分广场及周边原有建筑保留至今，成为今日大连市的标志性景观。

## 中山广场
中山广场由沙俄建于1899年，当时名为尼古拉耶夫广场（俄语：Николаевская площадь），日占后更名为大广场（日语： Ōhiroba）。1945年后为纪念孙中山，而又更名为中山广场。
广场周边的放射状街道名称（逆时针顺序）：
- 延安路（正南）
- 解放街
- 鲁迅路
- 人民路
- 七一街
- 民生街
- 上海路
- 民康街
- 中山路
- 玉光街

## 周边建筑
按现地址（中山广场1至10号）顺序排列。

### 朝鲜银行大连支店

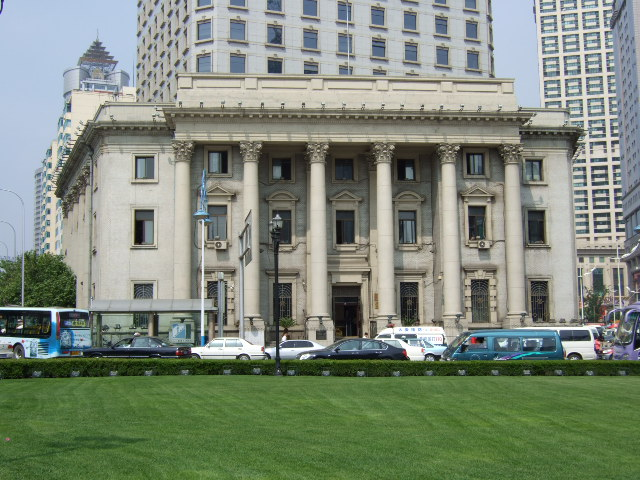
原朝鲜银行大连支店

文艺复兴风格科林斯柱式建筑，位于民康街和中山路之间。设计者是朝鲜银行的建筑顾问、银行建筑专家中村與資平，在京城（今首尔）开设建筑设计事务所，1917年在大连开设分支机构，1922年回到日本，设计事务所由下属宗像主一接手，改名中村宗像建筑事务所。朝鲜银行在日本占领地区同样行使中央银行的职能。二战后，朝鲜银行解散，建筑最初由中国人民银行大连市分行使用，后迁出，在其后身新建办公大楼。目前由中国工商银行中山广场支行使用。
- 设计 － 中村與資平（中村建筑事务所）
- 竣工 － 1920年
- 结构 － 3层钢筋砖结构
- 延床面積 － 5,278m²

### 大连民政署（大连警察署）

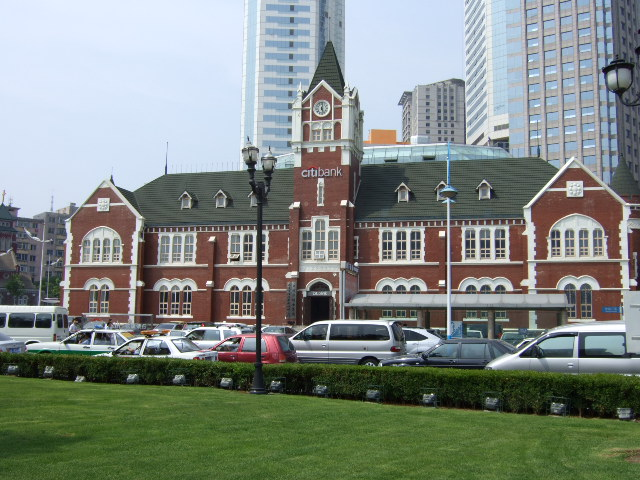
原大连民政署

哥特式建筑，位于中山路和玉光街之间。这座建筑是日本统治时期广场周边最早的建筑，钟塔系参照欧洲市政厅风格而设。所用的砖由满洲炼瓦会社生产，石材使用山东省出产的红色花岗岩。设计者是关东都督府土木课的前田松韻为首的团队。他是最早来到中国东北的日本建筑师，日俄战争时曾指导军用仓库建设。不久后成为东京高等工业学校教授。尽管在任时间短暂，但奠定了大连民用建筑规模和耐火构造的建筑规则，对大连城市建设有一定影响。
大连民政署是关东都督府民政部下属的管辖大连的行政机构，1922年改为大连警察署。二战后建筑成为中国海军后勤部，后由辽宁省外贸厅使用。现为辽阳银行大连分行。
- 设计 － 前田松韻（关东都督府民政部土木課）
- 施工 － 荒川工務局
- 开工 － 1907年8月1日
- 竣工 － 1908年3月25日
- 结构 － 2层砖结构，有钟塔
- 延床面積 － 約2,000m²

### 英国驻大连领事馆

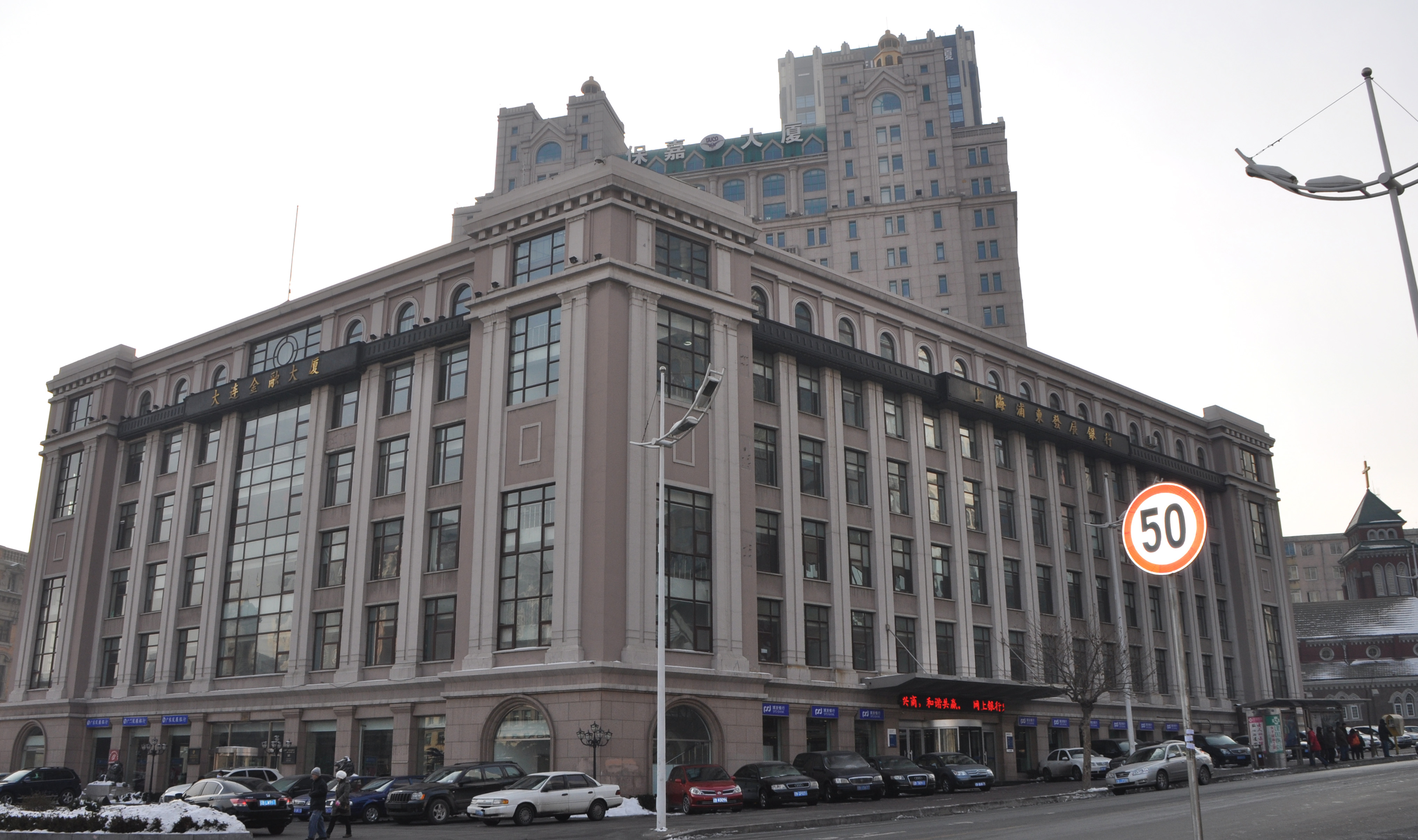
大连金融大厦

位于玉光街和延安路之间。1914年竣工。设计者是英國工務局上海事务所技师长辅佐H.Ashead。1952年后由大连市六一幼儿园使用。1995年因建筑老化而拆除。
2000年在原址改建大连金融大厦，后现代主义建筑。2001年后左半部分（西侧，即玉光街一侧）由广东发展银行使用，右半部分（东侧，即延安路一侧）由上海浦东发展银行使用。

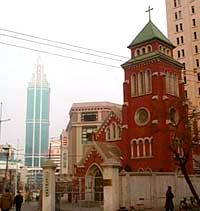
原大连圣公会教会（今中国基督教协会玉光街礼拜堂）

#### 注1
后身左侧（西侧，即玉光街一侧）玉光街2号是建于1928年、英国圣公会和日本圣公会共用的大连圣公会教堂，红砖结构，现为玉光街礼拜堂。

### 大连大和旅馆

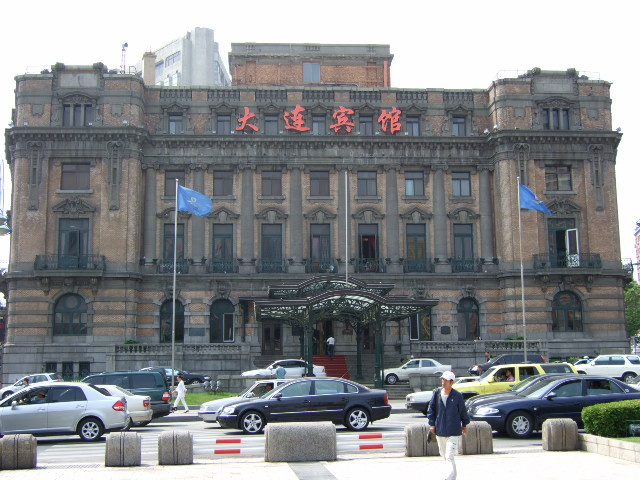
原大连大和旅馆（今大連賓館）

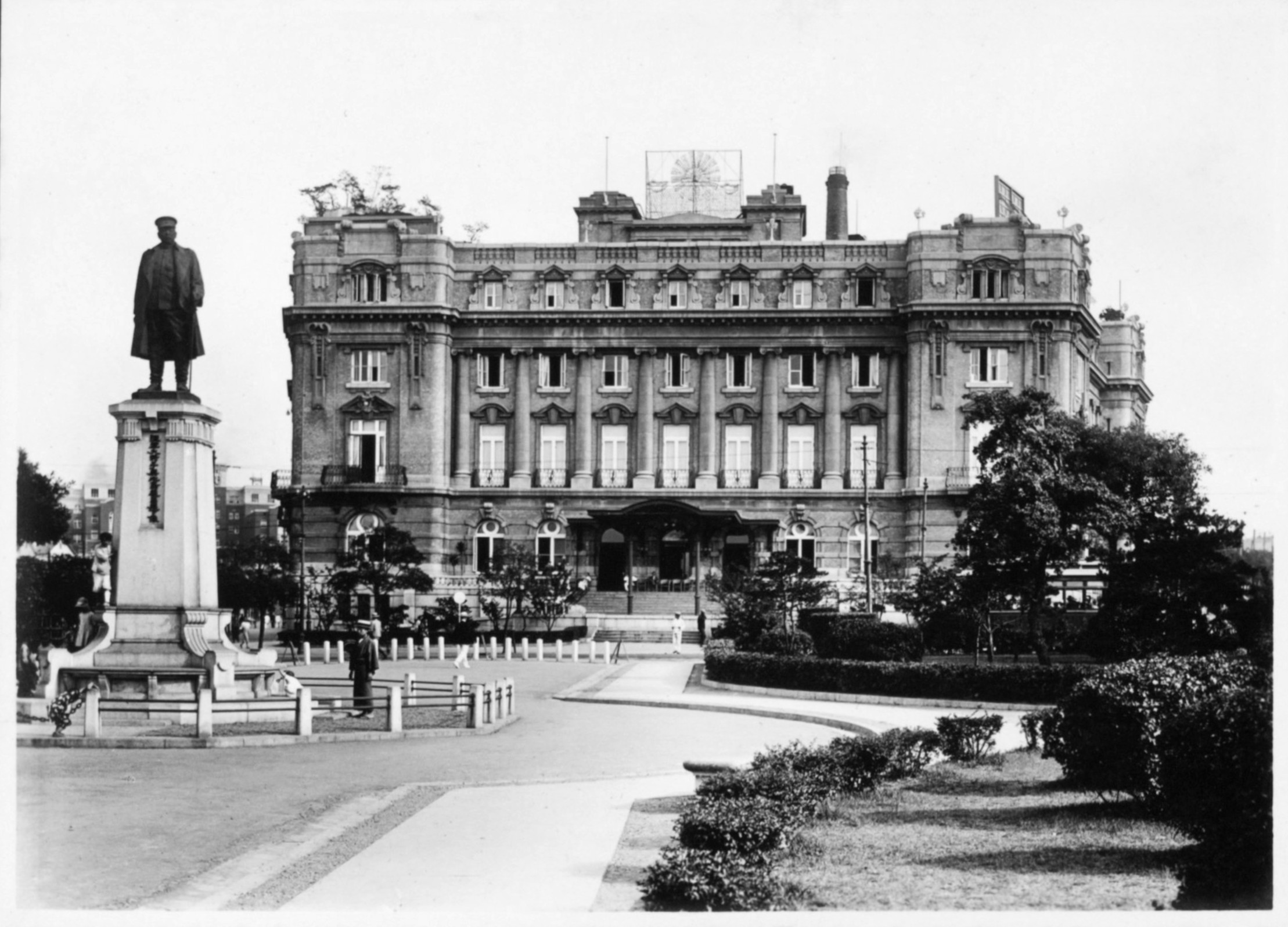
1920年代

文艺复兴风格建筑，位于延安路和解放街之间。正立面为花岗岩材质爱奥尼柱式，1909年开工，1914年竣工。设计者异说颇多，其中满铁技师太田毅的说法可信度相对较高。
- 設計 － 满铁
- 开工 － 1909年
- 竣工 － 1914年
- 结构 － 4层钢筋砖结构
- 建筑面积 － 2,145m²
- 延床面積 － 11,376m²

### 大连市役所

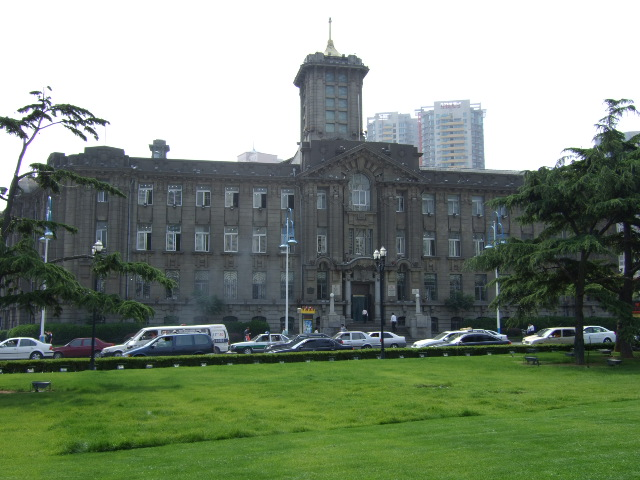
原大连市役所

折中主义风格建筑，位于解放街和鲁迅路之间。正门融入日本破風的意境，塔楼则融入京都祇園祭山車的意象。设计师是关东都督府土木课课长、大连民政署设计师前田松韻的继任者松室重光。他在京都寺庙等古建筑的修复工作方面有很大成绩，而这一建筑的设计也反映了他在这方面的见解。1947至1950年间由大连市人民政府使用，后成为大连市人民政府办公楼（当时大连市和旅顺市是地级旅大市下属的平级行政单位）。现为中国工商银行大连市分行。
- 設計 － 松室重光（关东都督府民政部土木課）
- 施工 － 清水建設
- 竣工 － 1919年8月
- 延床面積 － 9,870m²

### 東洋拓殖株式会社

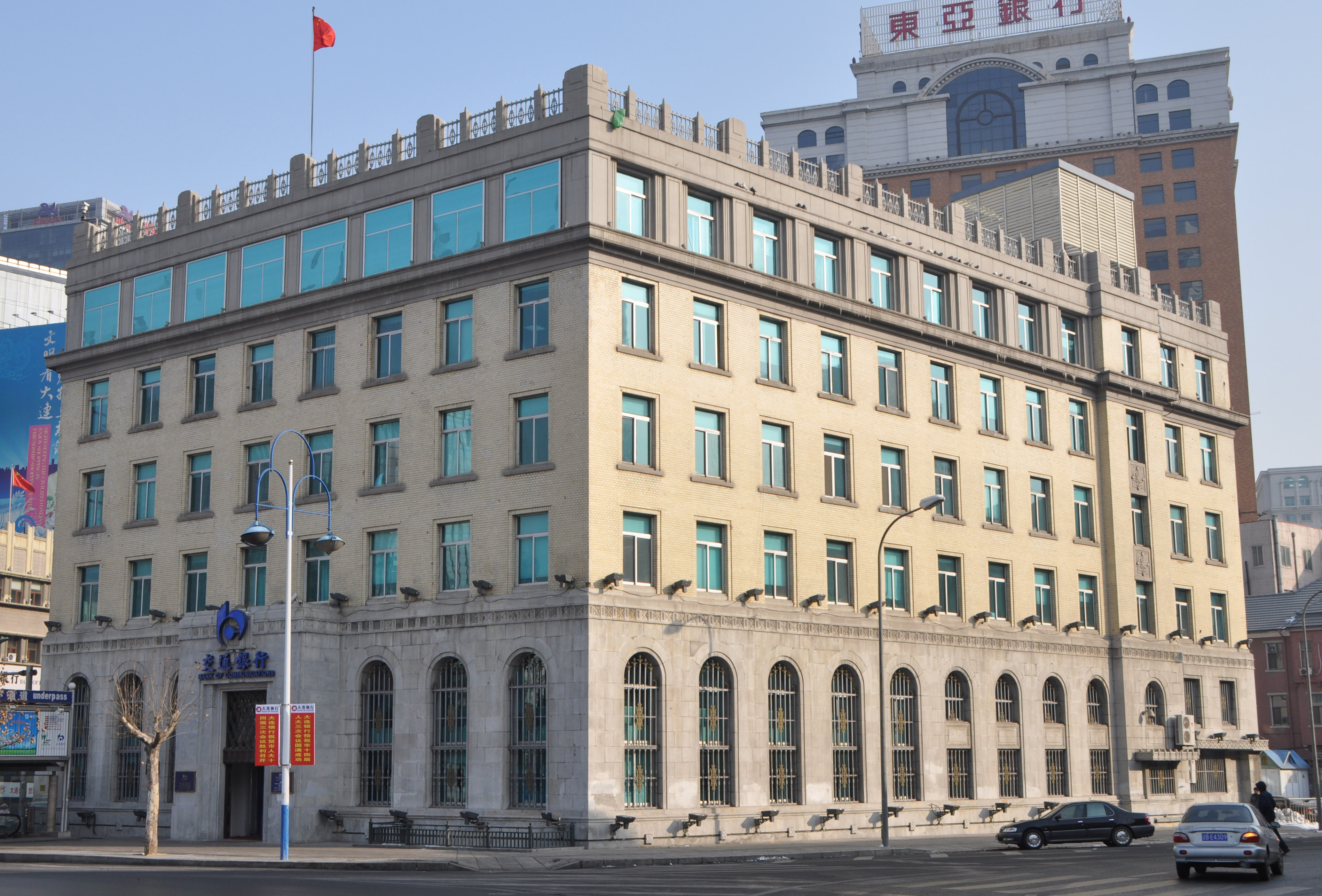
原東洋拓殖株式会社大連支店

位于鲁迅路和人民路之间。设计者是宗像主一，恰好是广场正对面的朝鲜银行大连支店设计者的下属兼徒弟。1951至1957年作为中国共产党大连市委办公楼，后来成为市政府分办公楼。现在由交通银行大连市分行使用。
- 設計 － 宗像主一
- 竣工 － 1936年
- 延床面積 － 8,105m²

### 中国银行大连支店

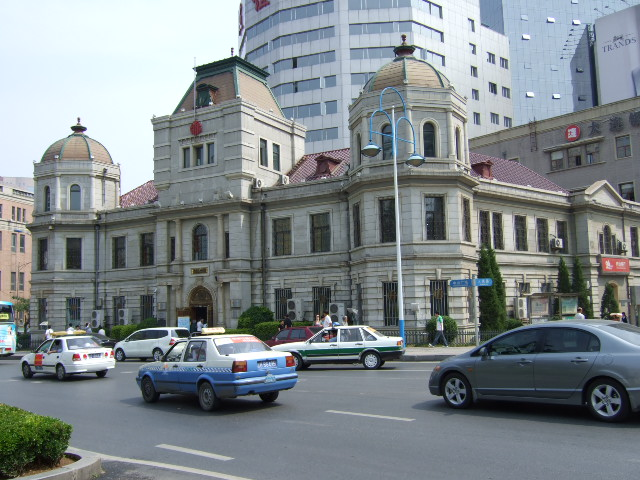
原中国银行大连支店

文艺复兴建筑，位于人民路和七一街之间，建于1910年。中央的塔楼具有法式风格。清朝时期为大清银行，1912年中华民国成立后改为中国银行。二战后由大连市教育局使用。现在是中信银行中山支行。

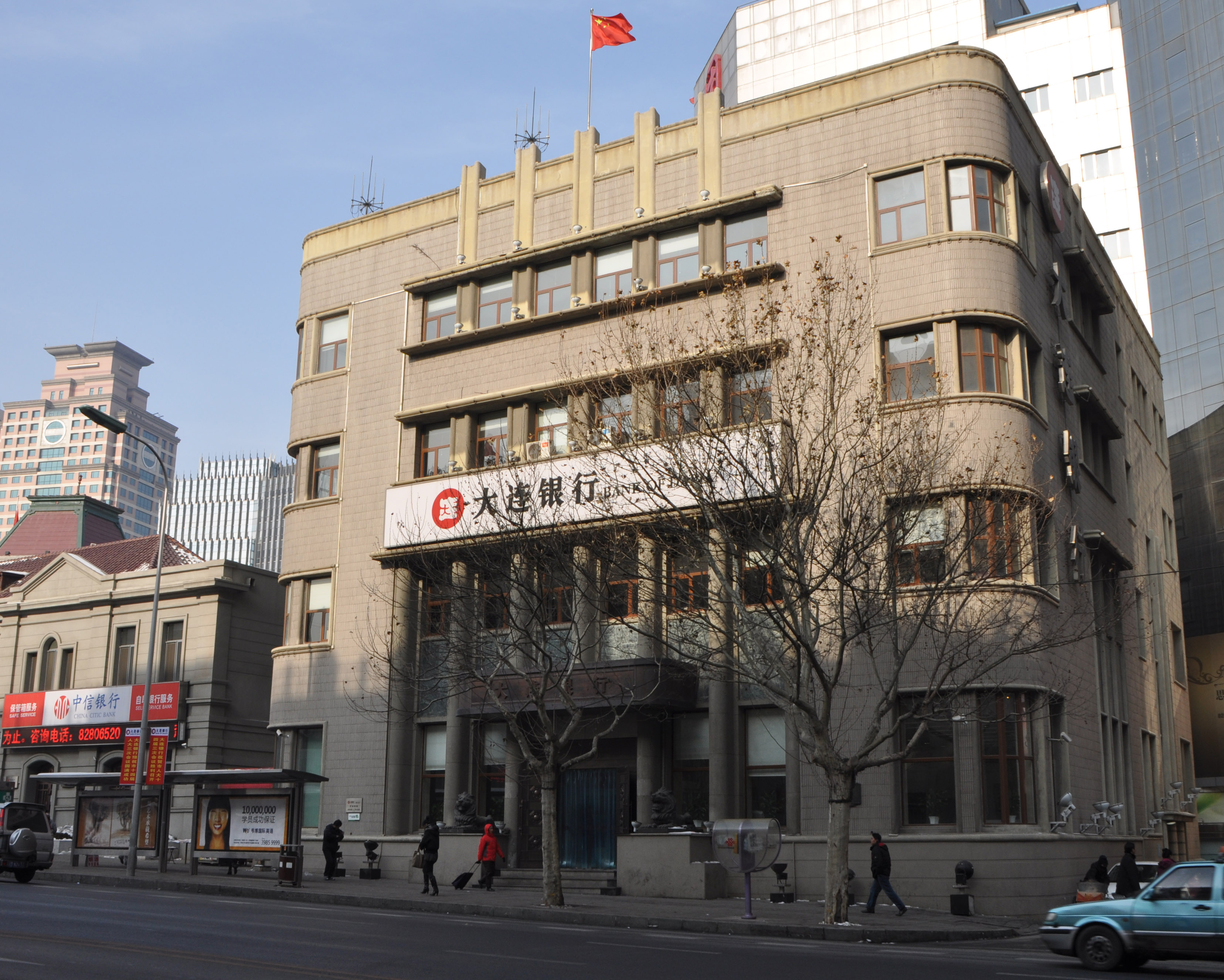
原台湾銀行大連支店

- 竣工 － 1910年6月
- 延床面積 － 1,762m²

#### 注2
身后左侧（南侧，即人民路一侧）是台湾銀行大連支店，建于1910年，最上一层系苏军驻大连时期增建。现为大連銀行中山支行，地址是人民路6号。

### 大连人民文化俱乐部

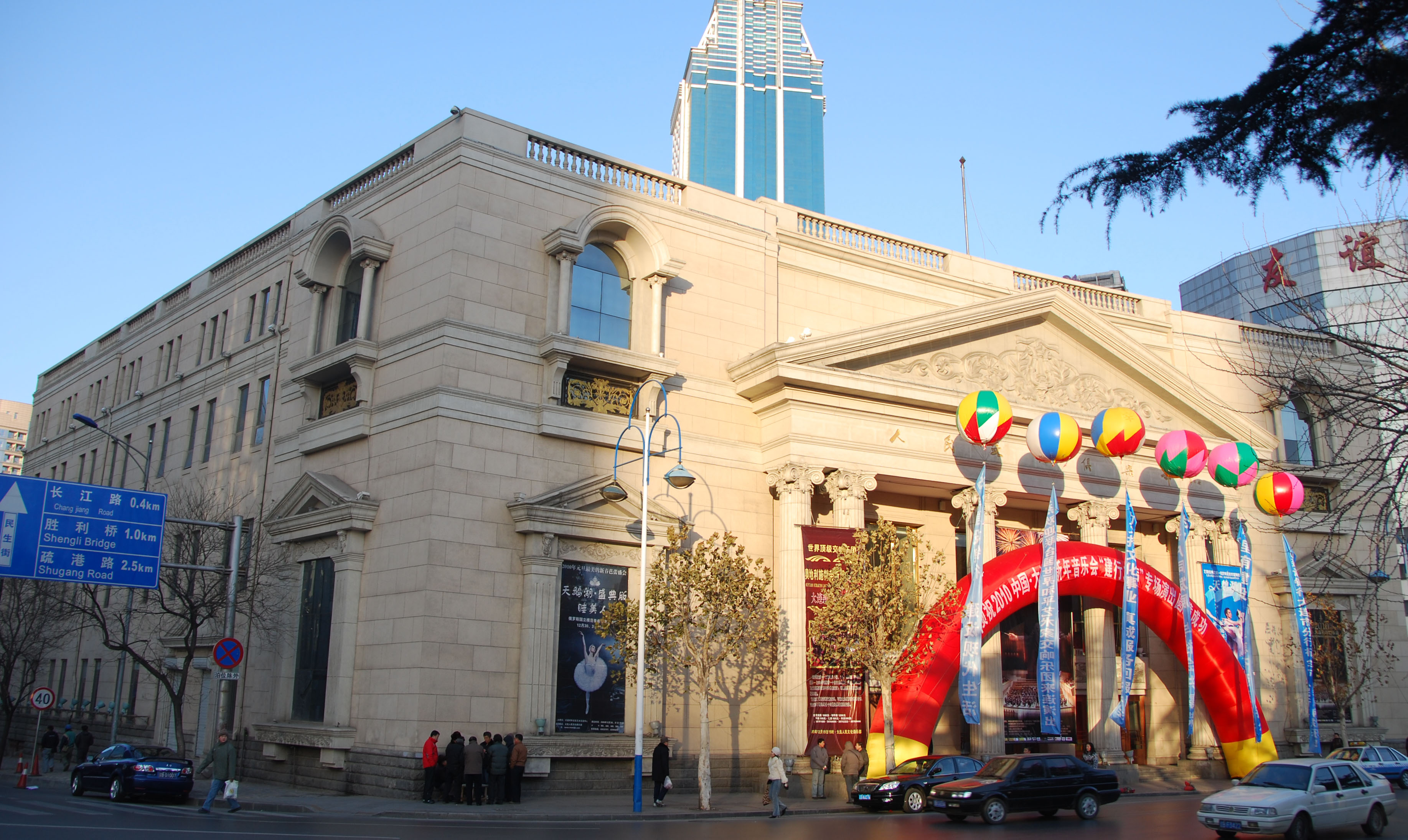
大连人民文化俱乐部

建于1950年，位于七一街和民生街之间，是大连光复后广场周边的第一座建筑，由以白俄罗斯工程师为首的苏联设计团设计。建筑兼具音乐厅及剧场的功能，是大连重要的文艺活动中心。1995年和2008年各进行过一次维修，目前一层600个座位，二层400个座位。

### 横滨正金银行大连支店

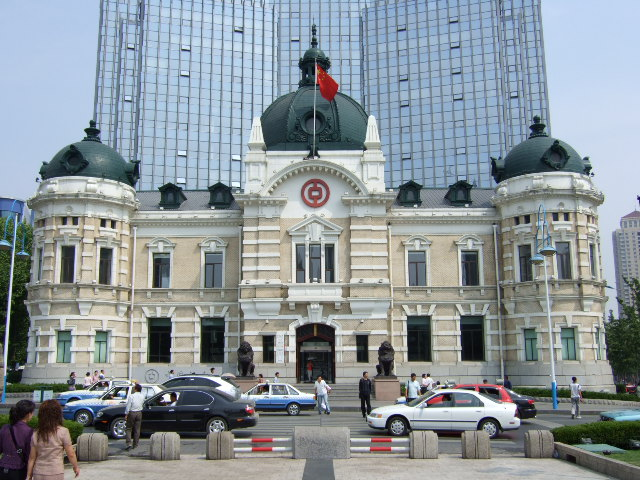
原横滨正金銀行大連支店

位于民生街和上海路之间，面向正南，正对延安路。妻木頼黄进行基础设计，实质性的设计由其徒弟太田毅进行。1945年至1955年为苏联远东银行。现为中国银行大连市分行。
- 設計 － 妻木頼黄、太田毅
- 竣工 － 1909年
- 延床面積 － 2,805m²

### 关东递信局

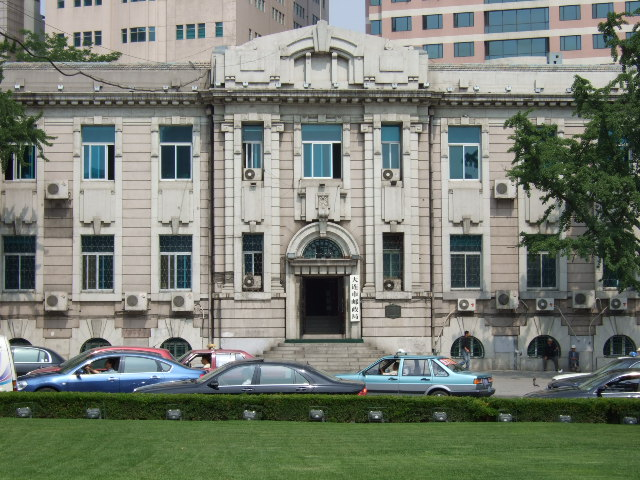
原关东递信局

位于上海路和民康街之间。与广场正对面的大连市役所同为松室重光设计。苏军接收后临时作为苏军大连警备司令部。今为大连市邮政局。
- 設計 － 松室重光（关东都督府民政部土木課）
- 竣工 － 1917年
- 延床面積 － 2,556m²

## 重点保护建筑
除大连金融大厦外的建筑整体列入
- 第一批大连市重点保护建筑（2002年）[4]

### 目前保护状况
中山广场建筑同时作为大连著名观光景点和银行使用建筑，建筑保护和实用的矛盾日益明显。
- 横滨正金銀行大連支店（中国銀行辽宁省分行）

2005年在其身后兴建新办公楼，并将原办公楼后墙打通与之相连，主要业务集中在新办公楼；原楼内部也有较大变化。
- 朝鮮銀行大連支店（中国工商銀行中山广场支行）

2009年对内部进行装修，一、二层按照现代银行标准改造服务设施。

## 脚注
1. ↑  . 北京: 文物出版社. 2004-12: 554. ISBN 7501015252.
2. ↑  大连：中山广场 （页面存档备份，存于），中国网，2009年8月5日，于2010年2月21日查阅。
3. ↑  《大連市家屋建築取締假規則》，辽东守备军令第11号，1905年4月1日公布。
4. ↑  .   [2010-02-19]. （原始内容存档于2005-09-26）.